# Ненсі Фезер
Не́нсі Фе́зер (13 липня 1970 , Бад-Зоден, Гессен ) — німецька політична діячка, очільниця гессенського відділення Соціал-демократичної партії Німеччини (з 2019). Із грудня 2021 року — міністр внутрішніх справ Німеччини. Перша жінка в історії Німеччини на посаді керівниці МВС.